# Yves Baumgarten
Pour les articles homonymes, voir Baumgarten.
Yves Baumgarten, né le 28 septembre 1964 à Mâcon dans la Saône-et-Loire, est un prélat catholique français, nommé évêque du Puy-en-Velay le 16 février 2022.

## Biographie

### Formation
Yves Baumgarten naît à Mâcon le 28 septembre 1964 dans une famille de sept enfants; mais il grandit ensuite à Lyon. Titulaire d’une maîtrise de sciences économiques, il travaille pendant huit ans comme percepteur des impôts à la direction générale des Finances publiques, avant d’effectuer une année de discernement à Paray-le-Monial, puis d’entrer au séminaire de Lyon,.
Il est ordonné prêtre à près de quarante ans et commence son ministère presbytéral comme vicaire puis comme curé en milieu rural entre autres dans la paroisse Sainte-Marthe-du-Nord-Roannais, à Charlieu, dans la Loire,,.

### Principaux ministères
D’abord vicaire de la paroisse Saint-Paul en Roannais (2004), puis curé de la paroisse Notre-Dame des Côteaux du Levant, à Balbigny (2005-2012). Au cours de cette période, il est accompagnateur de l’aumônerie de l’hôpital de Roanne, pendant un an, en 2009. En 2012, il est nommé curé de la paroisse du Sacré-Cœur à Lyon – jusqu’en 2014 – et vicaire épiscopal territorial de « Lyon-Est » – jusqu’en 2019 -. Au cours de ces années, de 2016 à 2017, il devient également administrateur des paroisses Sainte Jeanne d’Arc et de Notre-Dame du Bon Secours.
Le 25 avril 2014, il est nommé vicaire général modérateur du diocèse de Lyon.
De 2014 à 2020, Yves Baumgarten a été vicaire général de l’archidiocèse de Lyon et modérateur de la Curie. Ensuite, il a été administrateur puis curé des paroisses du Nord-Roannais, au sein de l’archidiocèse de Lyon, depuis 2020, jusqu’à son ordination épiscopale et son installation au Puy, le 27 mars 2022.
À partir du 19 mars 2019, il administre de fait l'archidiocèse de Lyon sur décision du cardinal Philippe Barbarin qui se met en retrait de son ministère épiscopal à la suite de l'affaire Bernard Preynat,. Le clergé lyonnais, pourtant assez divisé par les tumultes de cette affaire, estime qu'Yves Baumgarten a effectué un « travail efficace ».

### Évêque du Puy
Pour des articles plus généraux, voir Diocèse du Puy-en-Velay et Liste des évêques du Puy-en-Velay.
Le 16 février 2022, il est nommé 107e évêque du Puy-en-Velay par le pape François. La vacance entre le départ de Luc Crepy et la nomination d'Yves Baumgarten, un an et dix jours, est la plus longue qu'ait connu le diocèse depuis 1900 ; durant cette vacance, c'est le père Emmanuel Dursapt qui administre le diocèse en l'attente de la nomination du nouvel évêque.
Depuis février 2021 et la nomination du précédent évêque, Luc Crépy, comme évêque de Versailles, le diocèse du Puy était géré par intérim. Ce diocèse chargé d'histoire est caractérisé par une population de croyants bien établie mais aussi par des ressources insuffisantes,. Il compte 73 prêtres en activité, dont trente-sept de moins de 75 ans, ainsi que seize diacres permanents, mais aucun séminariste en formation, et plus aucune ordination sacerdotale depuis 2013. Outre le clergé séculier, le diocèse compte dix-huit congrégations religieuses féminines et quatre masculines.
La messe d'ordination et d’installation est célébrée le 27 mars en la cathédrale Notre-Dame au Puy par François Kalist, archevêque métropolitain de Clermont, assisté d'Olivier de Germay, archevêque métropolitain de Lyon et de Luc Crepy, évêque de Versailles, en présence de Celestino Migliore, nonce apostolique en France.
De nombreux laïcs sont engagés dans la vie ecclésiale, mais peu sont formés ; la formation de ces derniers avait d'ailleurs été un des chantiers majeurs de Luc Crepy en tant qu'évêque. En revanche, la Haute-Loire est le lieu de naissance des écoles de prière, un cycle de sessions de prière créé au Puy en 1983 et proposé aux enfants dans une vingtaine de diocèses français, en Hongrie et à Madagascar.

#### Devise épiscopale
La devise choisie par Yves Baumgarten est « Fermes dans la foi » ( ). Cette citation est un passage de la Première épitre de saint Pierre lu aux complies, le mardi soir. Ce choix est pour lui un moyen de montrer que « tout est possible grâce à la foi, c’est la foi qui doit être première. (...) On a besoin de quelque chose de solide dans notre vie et pour moi c’est la foi en Jésus-Christ qui est mon rocher, mon appui ».

#### Armoiries
Les étoiles, symbole marial (les trois étoiles du vêtement de la Vierge Marie), rappellent l'attachement du diocèse du Puy-en-Velay au culte marial. Au centre, le pélican est un symbole eucharistique. Les couleurs choisies sont celles de la ville de Lyon, pour rappeler les origines d'Yves Baumgarten.